# Grant Besse
Grant Besse (* 14. Juli 1994 in Plymouth, Minnesota) ist ein ehemaliger US-amerikanischer Eishockeyspieler, der im Verlauf seiner aktiven Karriere unter anderem über 125 Spiele in der ECHL sowie 18 weitere Partien in der American Hockey League (AHL) auf der Position des Flügelstürmers bestritten hat. Darüber hinaus war Besse eine Spielzeit für die Krefeld Pinguine in der Deutschen Eishockey Liga (DEL) aktiv.

## Karriere
Besse wurde nach seiner Zeit an der High School im NHL Entry Draft 2013 von den Anaheim Ducks aus der National Hockey League (NHL) in der fünften Runde an 147. Stelle ausgewählt. Während seiner Zeit an der Schule stellte Besse im März 2013 einen staatlichen Rekord auf, als er fünf Tore (davon drei in Unterzahl) zum 5:1-Sieg, der der Benilde-St. Margaret’s Highschool zum Staatsmeistertitel verhalf, erzielte. Im folgenden Jahr wurde Besse als bester Spieler des Staates zum Minnesota Mr. Hockey gewählt. Anschließend war der Stürmer von 2013 bis 2017 an der University of Wisconsin–Madison im Spielbetrieb der National Collegiate Athletic Association (NCAA) aktiv.
Nach seiner ersten Profisaison in der ECHL wurde er als Spieler der Norfolk Admirals ins ECHL All-Rookie Team gewählt. Zudem bestritt er wenige Spiele auf Leihbasis bei den Cleveland Monsters in der American Hockey League (AHL). Danach war er eine Saison bei den South Carolina Stingrays in der ECHL aktiv, bevor sich die Krefeld Pinguine aus der Deutschen Eishockey Liga (DEL) die Dienste des US-Amerikaners für die Saison 2019/20 sicherten. Die durch die COVID-19-Pandemie geprägte Spielzeit 2020/21 verbrachte Besse bei IF Björklöven in der schwedischen HockeyAllsvenskan und dem österreichischen Hauptstadtklub Vienna Capitals aus der ICE Hockey League. Zum Spieljahr 2021/22 kehrte der Angreifer nach Deutschland zurück, wo er die Saison beim EC Bad Tölz in der DEL2 verbrachte. Im Sommer 2022 beendete der 28-Jährige seine aktive Karriere.

## Erfolge und Auszeichnungen
- 2013 Minnesota Mr. Hockey[6]
- 2014 B1G-Meisterschaft mit der University of Wisconsin–Madison
- 2018 Teilnahme am ECHL All-Star Game
- 2018 ECHL All-Rookie Team

## Karrierestatistik
(Legende zur Spielerstatistik: Sp oder GP = absolvierte Spiele; T oder G = erzielte Tore; V oder A = erzielte Assists; Pkt oder Pts = erzielte Scorerpunkte; SM oder PIM = erhaltene Strafminuten; +/− = Plus/Minus-Bilanz; PP = erzielte Überzahltore; SH = erzielte Unterzahltore; GW = erzielte Siegtore; 1 Play-downs/Relegation; Kursiv: Statistik nicht vollständig)